# Independența (okręg Konstanca)
Independența (tur. Bairamdede) – wieś w Rumunii, w okręgu Konstanca, w gminie Independența. W 2011 roku liczyła 1270 mieszkańców.